# Martin (Chorwacja)
Martin – wieś w Chorwacji, w żupanii osijecko-barańskiej, w mieście Našice. W 2011 roku liczyła 1077 mieszkańców.